# Discofox Antenne
Discofox Antenne (Eigenschreibweise: DISCOFOX ANTENNE) ist ein privater Hörfunksender aus Berlin. Er gehört zur Radio B2 GmbH und startete 2018 unter dem Namen Schlager Radio plus. Gesendet wird vom Berliner Fernsehturm.

## Programm
Discofox Antenne richtet sich an die Zielgruppe der 25- bis 65-Jährigen. Der Sender bietet eine Mischung aus Discofox, deutschem Schlager und internationalen Tanzhits. Das Programm umfasst sowohl Klassiker als auch aktuelle Titel von Künstlern wie ABBA, Helene Fischer, Madonna oder Roland Kaiser. Zur vollen Stunde werden Nachrichten aus Deutschland und der Welt sowie das Wetter ausgestrahlt. Der Sender richtet sich nach eigenen Angaben an Hörer, die Interesse an tanzbarer Musik haben, insbesondere an Paare und Singles, die Discofox als Freizeitbeschäftigung oder Tanzsport betreiben.

## Empfang
Der Sender ist in Berlin terrestrisch über DAB+ auf Kanal 7B empfangbar. Er wird auf dem ehemaligen Programmplatz von Schlager Radio Plus verbreitet. Darüber hinaus ist das Programm deutschlandweit per Online-Stream, App und über Smart Speaker verfügbar.